# نور الدین طراف
نور الدین طراف (انگلیسی: Nureddin Tarraf؛ زاده ۳ آوریل ۱۹۱۰ – درگذشته ۲۳ مه ۱۹۹۵) یک سیاست‌مدار اهل مصر بود.